# Friedrich Hausmann (Historiker)

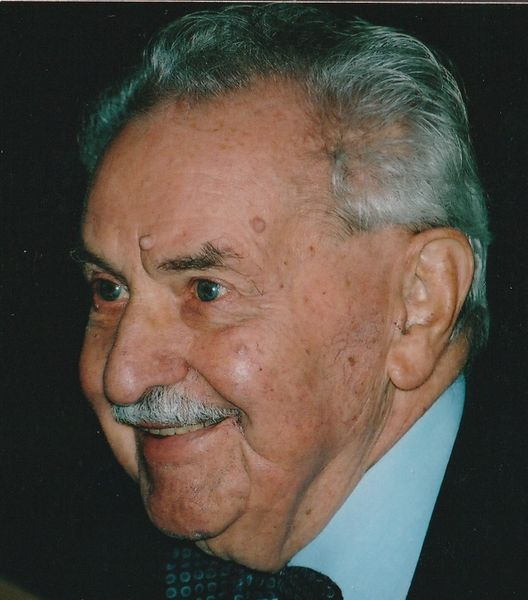
Friedrich Hausmann im Jahr 2005, aufgenommen von Werner Maleczek auf einer Reichenau-Tagung des Konstanzer Arbeitskreises für mittelalterliche Geschichte

Friedrich Hausmann (* 2. Dezember 1917 in Fröllersdorf, Südmähren; † 10. Juli 2009 in Graz) war ein österreichischer Historiker. Er lehrte von 1964 bis 1988 als Professor für Geschichte des Mittelalters und Historische Hilfswissenschaften an der Universität Graz.

## Leben und Wirken
Friedrich Hausmann besuchte das Realgymnasium in Wien V und legte dort 1935 das Abitur ab. Er wollte zunächst Chemie studieren, absolvierte dann aber von 1935 bis 1939 das Studium der Geschichte und Geographie an der Universität Wien; 1940 wurde er promoviert. 1936 wurde er im Corps Symposion recipiert. Er diente ab 1941 in der Kriegsmarine und nahm unter anderem auf U 857 und U 3030 an der Atlantikschlacht teil. Nach seiner Habilitation 1956 in Wien arbeitete er mehrere Jahre am Heeresgeschichtlichen Museum. 1964 wurde er an die Universität Graz berufen. 24 Jahre war er Lehrstuhlinhaber für Geschichte des Mittelalters und Historische Hilfswissenschaften. 1968/69 und 1975–1977 bekleidete er das Amt des Dekans der einstigen Philosophischen Fakultät. Für die akademischen Jahre 1979/80 und 1980/81 wurde er zum Rektor der Karl-Franzens-Universität gewählt.
Forschungsschwerpunkte Hausmanns waren die Edition der Urkunden König Konrads III. im Rahmen der Diplomata-Serie der Monumenta Germaniae Historica, die Neubearbeitung und Fortsetzung des Urkundenbuchs der Steiermark im Auftrag der Historischen Landeskommission für Steiermark sowie die Historischen Hilfswissenschaften. Das von ihm 1975 gegründete und bis zu seiner Emeritierung geleitete Forschungsinstitut für Historische Grundwissenschaften der Karl-Franzens-Universität war in den 1980er und 1990er Jahren ein anerkanntes Zentrum für den Einsatz elektronischer Datenverarbeitung in diesen Disziplinen.
Hausmann war seit 1956 Mitglied des Konstanzer Arbeitskreises für mittelalterliche Geschichte. Er gehörte seit 1967 der Historischen Landeskommission für Steiermark an. 1973 wählte ihn die Österreichische Akademie der Wissenschaften (ÖAW) zum Korrespondierenden Mitglied und er wurde in der ÖAW Mitglied der Kommission für die Wiener Diplomata-Ausgabe der Monumenta Germaniae Historica. 1977 wurde Hausmann Korrespondierendes Mitglied der Zentraldirektion der Monumenta Germaniae Historica in München. Seit 1978 war er leitendes Mitglied des Akademischen Rates der Humboldt-Gesellschaft für Wissenschaft, Kunst und Bildung in Mannheim. 
Die Theresianische Militärakademie verlieh ihm 1962 den Akademiering in Gold für die Einrichtung des Museums. 1987 erhielt er vom Land Steiermark das Große Goldene Ehrenzeichen des Landes Steiermark. Das Corps Hansea Wien verlieh ihm 1953 das Band. In den 1970er Jahren legte er es nieder. Symposion ernannte ihn 1956 zum Ehrensenior und verlieh ihm 1977 den Corpsring in Gold.
Er wurde am Hietzinger Friedhof bestattet.

## Schriften (Auswahl)
- Die Neudegger. Geschichte und Genealogie eines österreichischen Adelsgeschlechtes. Wien 1940 (Universität Wien, Dissertation, 1940).
- mit Anton Mitmannsgruber: Liebenau. Ein Beitrag zur Siedlungs- und Wirtschaftsgeschichte des unteren Mühlviertels. Gemeinde Liebenau, Liebenau 1952.
- Reichskanzlei und Hofkapelle unter Heinrich V. und Konrad III. (= Monumenta Germaniae Historica. Schriften. Band 14). Hiersemann, Stuttgart 1956 (Universität Wien, Habilitations-Schrift, 1956).
- Die Universität und ihre Beziehungen zu Staat, Kirche und Gesellschaft im Wandel der Zeit. Inaugurationsrede, gehalten an der Karl-Franzens-Universität Graz am 25. Oktober 1979. Jos. A. Kienreich, Graz 1981.
- Archiv der Grafen zu Ortenburg. Urkunden der Familie und Grafschaft Ortenburg (in Tambach und München). Band 1: 1142–1400 (= Bayerische Archivinventare. Band 42). Degener, Neustadt an der Aisch 1984, ISBN 3-7686-5061-8.
- mit Alfred Gawlik: Arengenverzeichnis zu den Königs- und Kaiserurkunden von den Merowingern bis Heinrich VI. (= Monumenta Germaniae Historica. Diplomata. Hilfsmittel. Band 9). München 1987, ISBN 3-88612-020-1.
- Urkundenbuch der Steiermark und ihrer Regenten. Vorstufen, Vorgänger, Vorarbeiten. In: Othmar Pickl (Hrsg.): 100 Jahre Historische Landeskommission für Steiermark. 1892–1992. Bausteine zur Historiographie der Steiermark (= Forschungen zur geschichtlichen Landeskunde der Steiermark. Band 36). Historische Landeskommission für Steiermark, Graz 1992, ISBN 3-901251-01-4, S. 91–202.

Quelleneditionen
- Das Brixner Briefbuch des Kardinals Nikolaus von Kues (= Cusanus-Texte. 4: Briefwechsel des Nikolaus von Kues. Sammlung 2 = Sitzungsberichte der Heidelberger Akademie der Wissenschaften, Philosophisch-Historische Klasse. Jg. 1952, Abhandlung 2, ISSN 0933-6613). Winter, Heidelberg 1952.
- Die Urkunden Konrads III. und seines Sohnes Heinrich. = Conradi III. et filii eius Heinrici diplomata (= Monumenta Germaniae Historica. Diplomata. 4: Diplomata regum et imperatorum Germaniae. 9). Böhlau, Wien u. a. 1969, ISBN 3-88612-025-2.
- Urkundenbuch der Steiermark, Band 1: Von den Anfängen bis 1192. Neuedition. Historische Landeskommission für Steiermark, Graz 2007 (online).